# Joan Ferrando
Joan Ferrando Castillo (Barcellona, 23 giugno 1923 – Barcellona, 18 febbraio 1995) è stato un cestista spagnolo.

## Carriera
Con la Spagna ha disputato i Campionati mondiali del 1950.

## Palmarès
- Copa del Rey: 1

Barcellona: 1950